# Croix de Saint-Christophe
La Croix de Saint-Christophe, est située  place de l'église Larré dans le Morbihan, au sud-ouest de l'église et à l'emplacement de l'ancien cimetière..

## Historique
La Croix de Saint-Christophe était à l'origine érigée à l'embranchement d'un chemin conduisant au ruisseau de La Haye.
La croix de Saint-Christophe fait l’objet d’une inscription au titre des monuments historiques depuis le 6 juin 1939.

## Architecture
La croix est surmontée d'une Vierge à l'Enfant. 
La forme de la croix est celle de quatre feuilles.